# Sitobion avenae
Espèce
Sitobion avenae (le petit puceron des céréales, ou puceron du blé, ou puceron des épis) est une espèce d'insectes hémiptères de la famille des Aphididae, à répartition quasi-cosmopolite, répandue surtout dans les régions tempérées de l'hémisphère nord.
Ce puceron phytophage oligophage est inféodé aux plantes de la famille des Poaceae (graminées). C'est un ravageur des céréales (blé, avoine, maïs, riz, seigle, etc.), mais il attaque aussi les graminées sauvages.
Il cause des dégâts directs par ses piqures, tant au stade adulte que larvaire, entraînant une baisse de rendement en cas de pullulation. Il provoque aussi l'infestation des plantes par la fumagine par ses excrétions de miellat. Ce puceron est également le vecteur de plusieurs phytovirus, notamment le virus de la jaunisse nanisante de l'orge (BYDV).

## Taxinomie

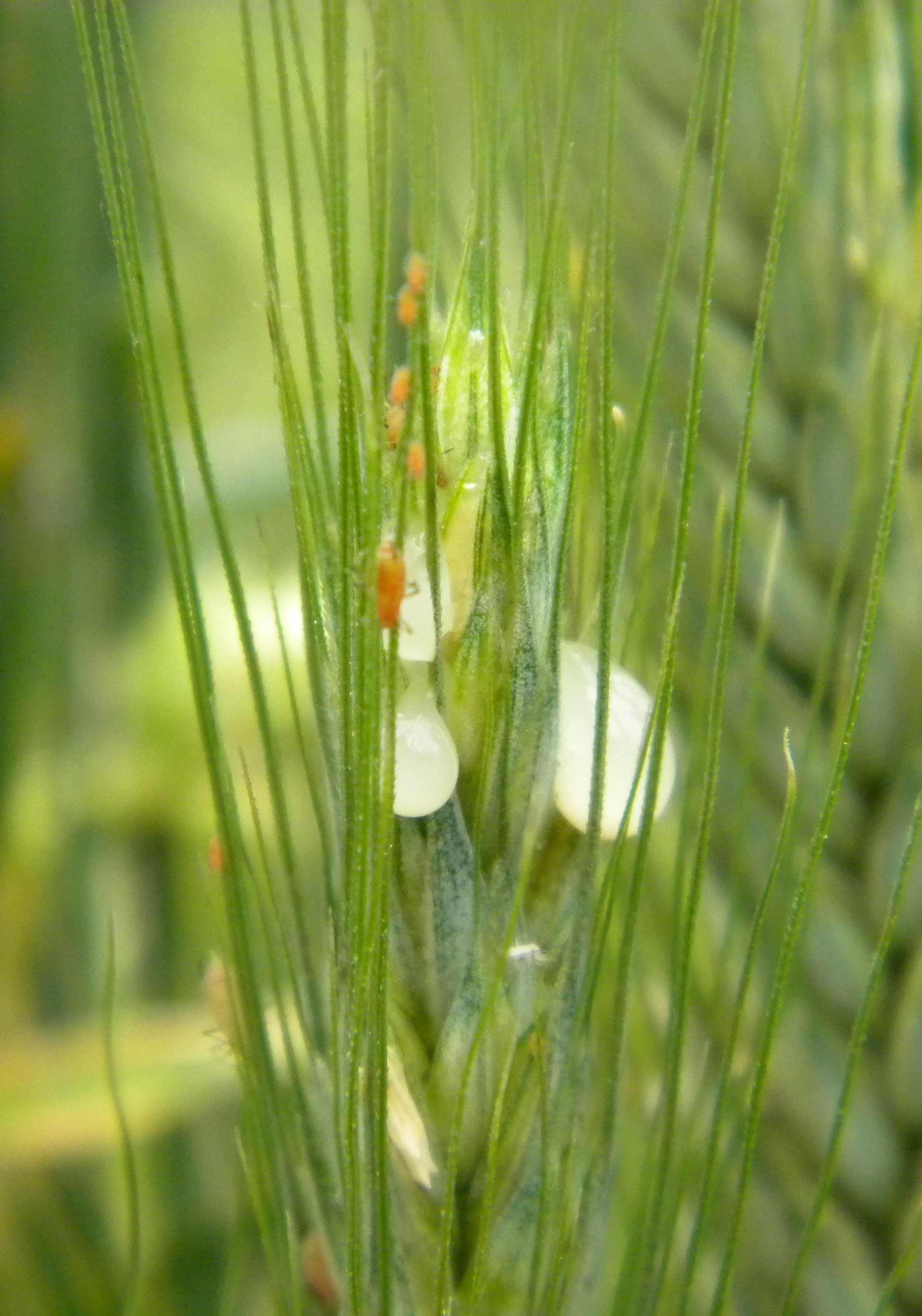
Petits pucerons du Blé

### Synonymes
Selon PaDIL : 
- Sitobion (Macrosiphum) avenae (Fabricius) Markkula, 1963
- Amphorophora avenae (F.)
- Aphis cerealis Kaltenbach, 1843
- Aphis granaria Kirby, 1798
- Macrosiphum allii Jackson, 1918
- Macrosiphum cerealis (Kaltenbach)
- Macrosiphum granarium (Kirby)
- Nectarophora cerealis (Kaltenbach)
- Siphonophora cerealis (Kaltenbach)
- Sitobion cerealis (Kaltenbach)
- Sitobion granarium (Kirby, 1798) Mordvilko, 1914
- Macrosiphon avenae (F.),
- Sitobium avenae (F.),
- Aphis avenae Fabricius, 1775

### Liste des sous-espèces
Selon Catalogue of Life (26 oct. 2013) :
- sous-espèce Sitobion avenae avenae (Fabricius, 1775)
- sous-espèce Sitobion avenae longisiphon